# 2020年東京オリンピックのバレーボール競技・女子南米予選
2020年東京オリンピックのバレーボール競技・女子南米予選（とうきょうオリンピックのバレーボールきょうぎ・じょしなんべいよせん）は、2020年東京オリンピックのバレーボール競技の女子南米予選である。2020年1月にコロンビアのボゴタで開催された。

## 大会方式
出場4チームが1回戦総当たりを行い、優勝チームに2020年東京オリンピック出場権が与えられる。

## 出場チーム
2020年東京オリンピック出場権を獲得していないチームの中で、2019年南米選手権の上位4チームに出場権が与えられた。同大会優勝の ブラジルは大陸間予選で既にオリンピック出場権を得ているため、2-5位のチームに出場権が与えられた。
| チーム       | 2019年南米選手権 |
| ------------ | ---------------- |
| コロンビア   | 2位              |
| ペルー       | 3位              |
| アルゼンチン | 4位              |
| ベネズエラ   | 5位              |

## 開催地・日程
- 開催地：コロンビア・ボゴタ エルサリトレコロシアム（スペイン語版）
- 日程：2020年1月7日-9日

## 順位決定方式
各プールの順位は以下のように定める。
1. 勝数の多いチームを上位とする。
2. 勝数が等しい場合は、試合ごとにセットカウントにより与えられる獲得ポイントの多いチームを上位とする。
3. 勝数・獲得ポイントが等しい場合は、セット率（得セット÷失セット）で上位を決める。
4. それでも決着がつかない場合は、得点率（得点÷失点）で上位を決める。
5. それでも決着がつかない場合は、当該チームの対戦成績で1～4の順で比較して上位を決める。

| 獲得ポイント   | 獲得ポイント | 獲得ポイント |
| セットカウント | 勝利         | 敗戦         |
| -------------- | ------------ | ------------ |
| 3-0            | 3            | 0            |
| 3-1            | 3            | 0            |
| 3-2            | 2            | 1            |

## 試合結果
試合開始時間はそれぞれ現地時間。
|  | 2020年東京オリンピック出場 |

|      |              | 試合 | 試合 | Pts | セット | セット | セット   | 得点 | 得点 | 得点   |
| 順位 | チーム       | 勝   | 敗   | Pts | 得     | 失     | セット率 | 得点 | 失点 | 得点率 |
| ---- | ------------ | ---- | ---- | --- | ------ | ------ | -------- | ---- | ---- | ------ |
| 1    | アルゼンチン | 3    | 0    | 9   | 9      | 1      | 9.000    | 242  | 198  | 1.222  |
| 2    | コロンビア   | 2    | 1    | 6   | 7      | 3      | 2.333    | 238  | 196  | 1.214  |
| 3    | ベネズエラ   | 1    | 2    | 3   | 3      | 6      | 0.500    | 188  | 216  | 0.870  |
| 4    | ペルー       | 0    | 3    | 0   | 0      | 9      | 0.000    | 168  | 226  | 0.743  |

出典：FIVB
| 日程   | 開始  |              | 結果 |            | 1set  | 2set  | 3set  | 4set  | 5set | 総得点 | R            |
| ------ | ----- | ------------ | ---- | ---------- | ----- | ----- | ----- | ----- | ---- | ------ | ------------ |
| 1月7日 | 18:00 | アルゼンチン | 3–0  | ペルー     | 26–24 | 25–16 | 25–18 |       |      | 76–58  | Match Centre |
| 1月7日 | 20:30 | ベネズエラ   | 0–3  | コロンビア | 26–28 | 18–25 | 14–25 |       |      | 58–78  | Match Centre |
| 1月8日 | 18:00 | アルゼンチン | 3–0  | ベネズエラ | 25–19 | 25–16 | 25–20 |       |      | 75–55  | Match Centre |
| 1月8日 | 20:30 | ペルー       | 0–3  | コロンビア | 23–25 | 12–25 | 12–25 |       |      | 47–75  | Match Centre |
| 1月9日 | 18:00 | ペルー       | 0–3  | ベネズエラ | 18–25 | 22–25 | 23–25 |       |      | 63–75  | Match Centre |
| 1月9日 | 20:30 | アルゼンチン | 3–1  | コロンビア | 16–25 | 25–21 | 25–16 | 25–23 |      | 91–85  | Match Centre |

## 最終順位
| 順位 | チーム       |
| ---- | ------------ |
| 1    | アルゼンチン |
| 2    | コロンビア   |
| 3    | ベネズエラ   |
| 4    | ペルー       |

|  | 2020年東京オリンピック出場 |